# Ớt Fresno
Ớt Fresno Chili (/ˈfrɛznoʊ/ FREZ -noh) là một cây trồng có kích thước vừa phải thuộc giống Capsicum annuum. Không nên nhầm lẫn với Ớt chuông Fresno. Nó thường bị nhầm lẫn với Ớt jalapeño nhưng có vỏ mỏng hơn, thường có độ cay nồng nhẹ hơn và mất ít thời gian hơn để trưởng thành. Tuy nhiên, đây là một giống ớt New Mexico chile, khác biệt về mặt di truyền với jalapeño và nó phát triển quả thẳng lên, thay vì chỉ xuống như với jalapeño. Trái cây bắt đầu chuyển sang màu xanh lá cây tươi, sau đó chuyển sang màu cam và đỏ khi trưởng thành hoàn toàn. Một quả ớt Fresno trưởng thành sẽ có hình nón, dài 2 inch và đường kính khoảng 1 inch ở cuống. Cây phát triển tốt ở nhiệt độ ấm đến nóng với khí hậu khô với những ngày hè nắng dài và đêm mát mẻ. Chúng rất nhạy cảm và kháng bệnh, đạt chiều cao từ 24 đến 30 inch.

## Lịch sử
Fresno Chili được Clarence Brown Hamlin phát triển và phát hành để trồng trọt thương mại vào năm 1952. Hamlin đặt tên cho ớt là "Fresno" để vinh danh thành phố Fresno, California. Chúng được trồng khắp California, đặc biệt là Thung lũng San Joaquin. 

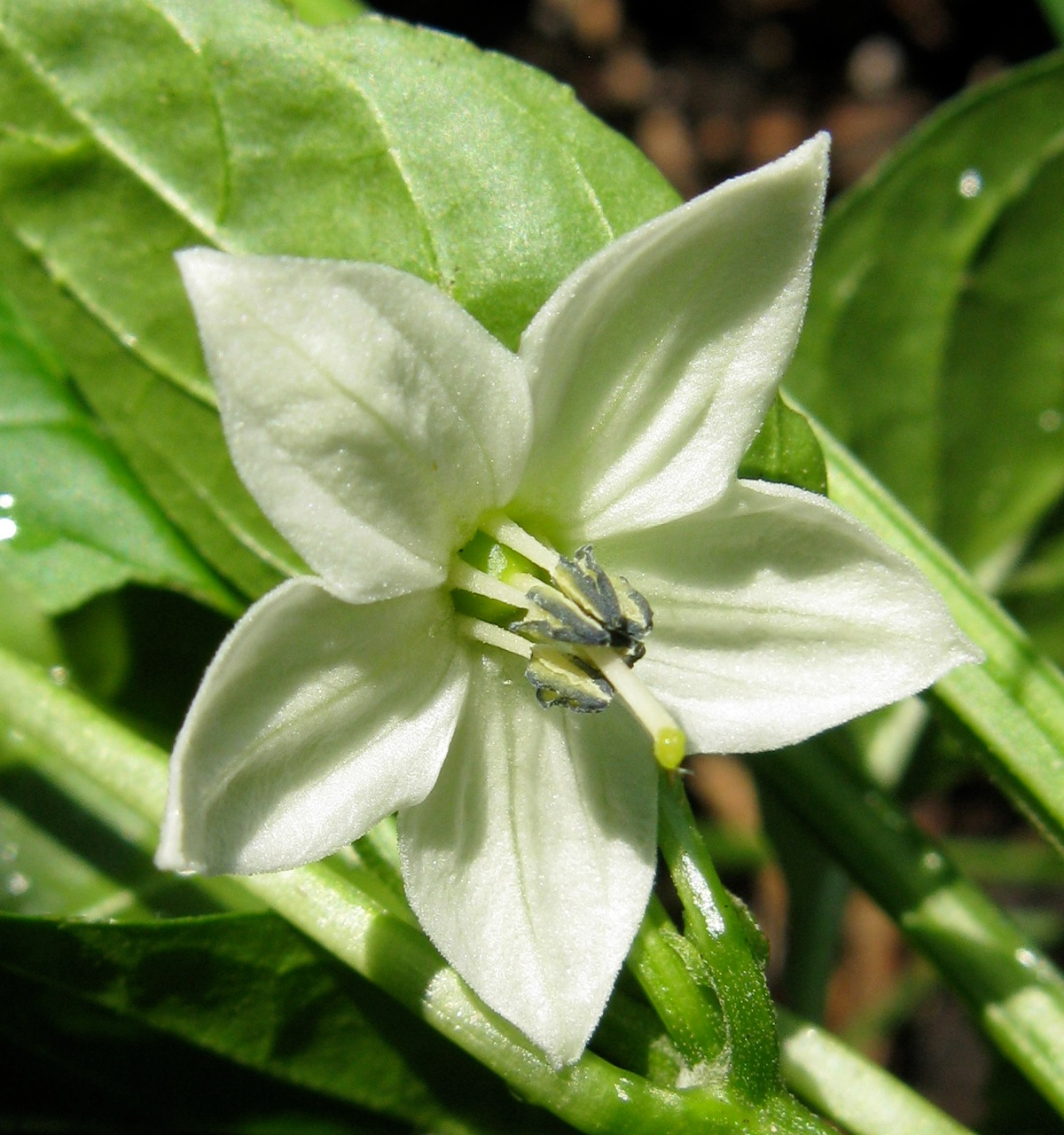
Hoa của ớt Fresno Chile có màu trắng, phấn hoa màu đen
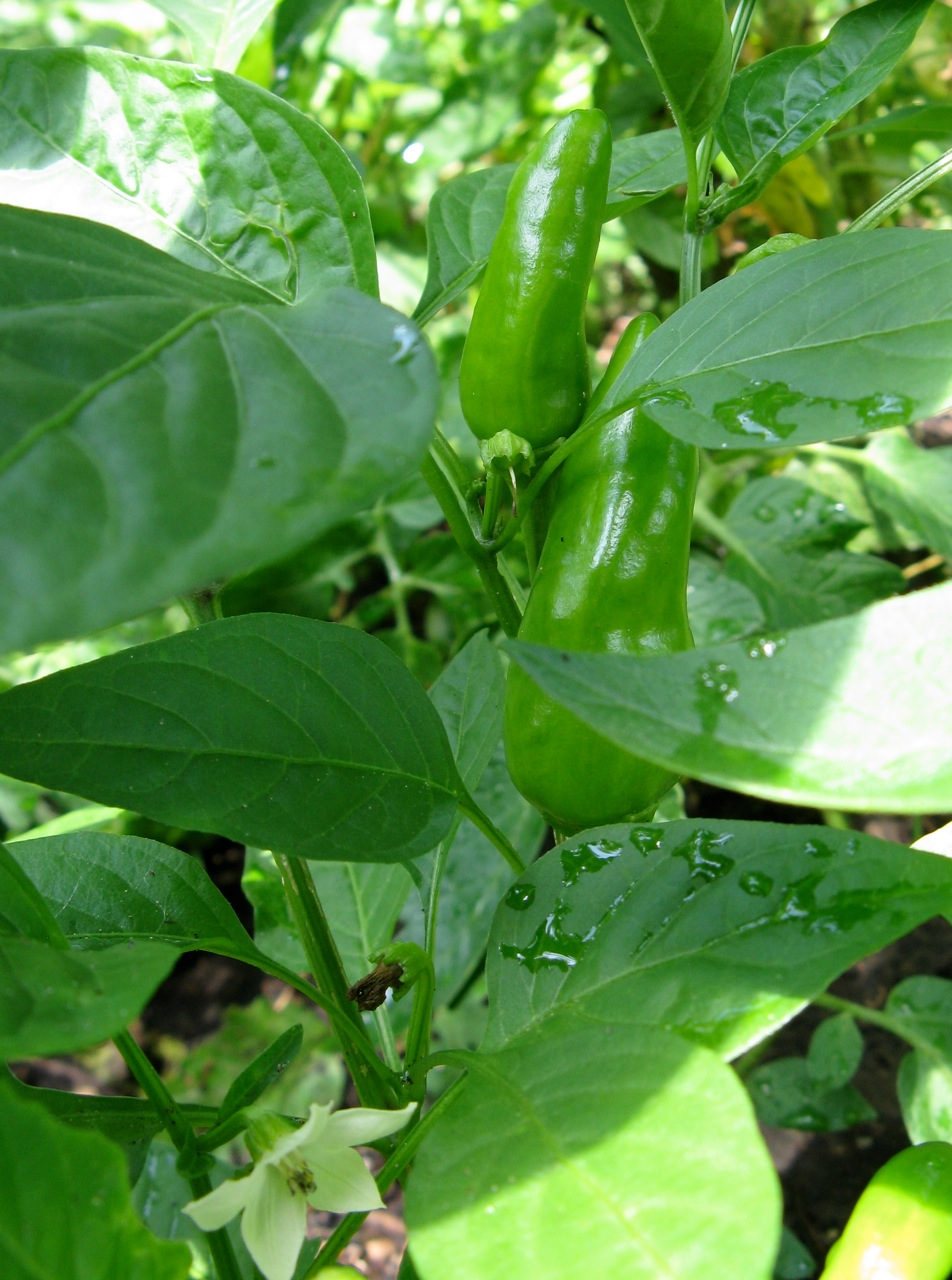
Quả chưa trưởng thành của ớt Fresno Chile hướng lên trên
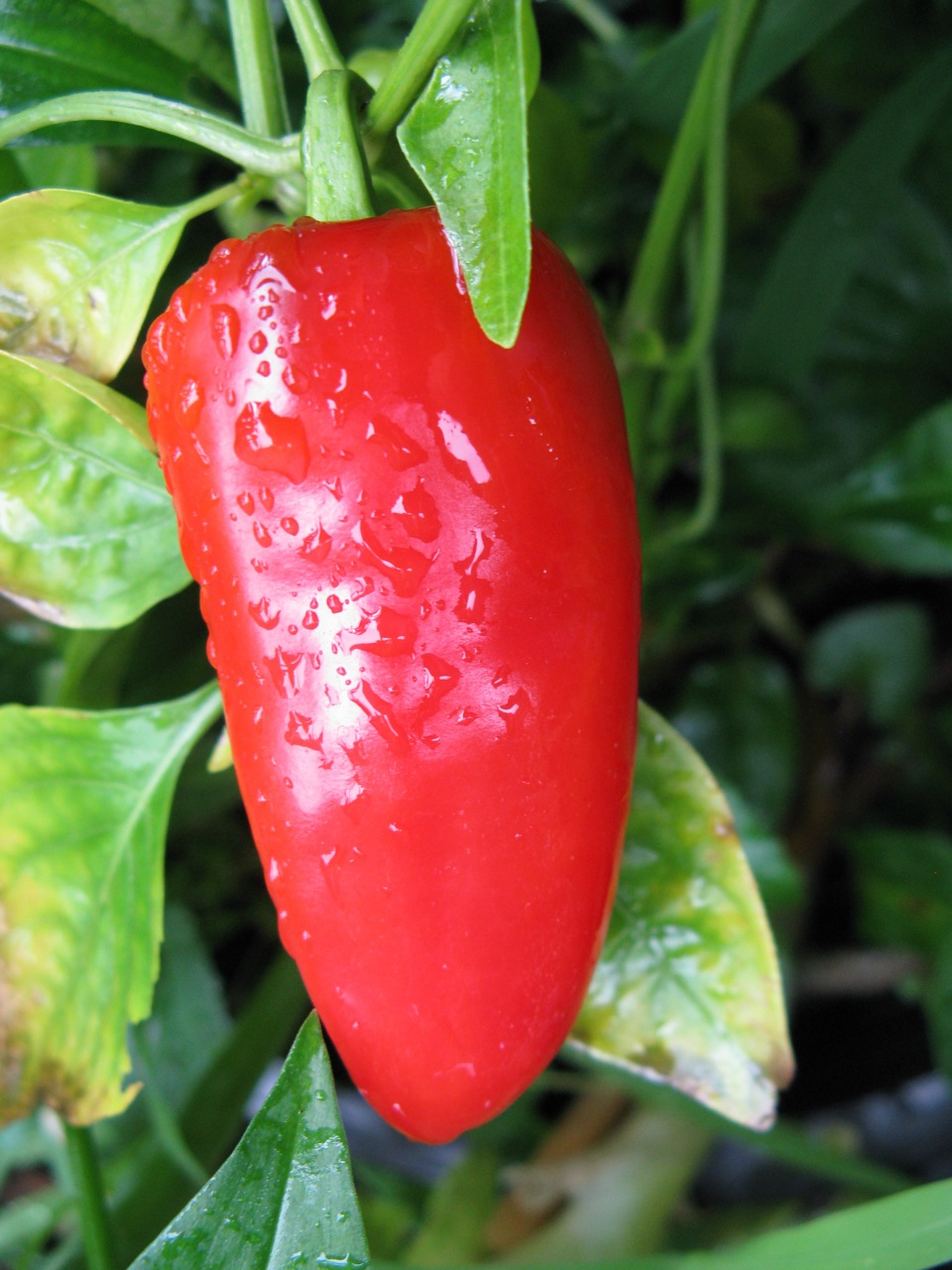
Quả chín hoàn toàn treo trên cây
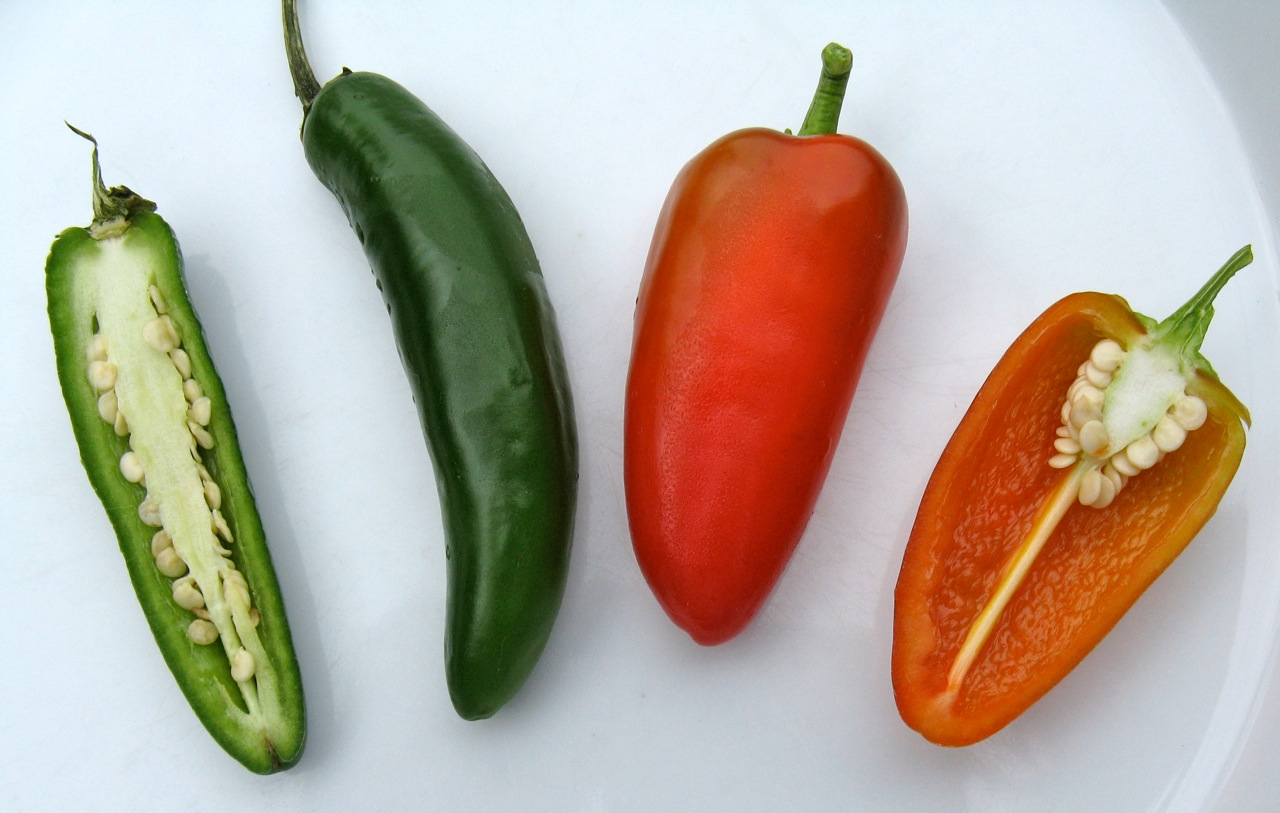
Trái (hai bên phải) so với 'Jalapeño' (hai bên trái)

## Công dụng
Ớt Fresno thường được sử dụng cho các món như ceviche, salsa và như một phần đệm cho gạo và đậu đen. Do vỏ dày, chúng có độ khô không tốt  và không tốt để làm bột ớt. Trong nấu ăn, chúng thường có thể được thay thế cho hoặc bằng ớt jalapeño và serrano. Những quả màu xanh lá cây nhẹ thường có thể được mua vào mùa hè trong khi những quả màu đỏ nóng có sẵn vào mùa thu. Nó có tập quán ẩm thực khác nhau tùy thuộc vào sự trưởng thành của nó.
Chillis xanh chưa trưởng thành linh hoạt hơn và có thể được thêm vào nhiều loại món ăn. Chúng thêm vào độ cay nhẹ và hương vị cho nước sốt, tương ớt, nước chấm, gia vị, thịt hầm, súp, món hầm và các món mặn. Fresnos xanh cũng có thể được ngâm và ăn toàn bộ. Chúng cũng làm một gia vị để trang trí tuyệt vời trong ẩm thực Mexico và Tây Nam Mỹ.
Ớt đỏ trưởng thành cung cấp ít hương vị và nhiều độ cay nồng hơn. Chúng thường được thêm vào salsas, gia vị, ceviches và ướp. Chúng làm topping tốt cho các món tacos, tostadas, bánh mì kẹp thịt, xúc xích và hot dogs. Chúng đủ lớn để nhồi với pho mát, khoai tây, hải sản và thịt. Công thức nấu ăn cụ thể bao gồm các biến thể của Romesco và nước sốt kem rojo.

## Thông tin dinh dưỡng và y tế
Ớt Fresno là một nguồn cung cấp vitamin C và B tuyệt vời, chứa một lượng đáng kể chất sắt, thiamin, niacin, magnesi và riboflavin. Chúng có lượng calo, chất béo và natri thấp và giúp giảm cholesterol. Nhiều chất dinh dưỡng này đạt nồng độ cao nhất trong quả chín đỏ. Các yếu tố cay nồng là xuất phát từ capsaicin, một hợp chất hóa học cung cấp chất chống viêm và giảm đau tự nhiên và thúc đẩy cảm giác no. Ớt có chứa một lượng khoáng chất tốt bao gồm kali, mangan, sắt và magnesi.